# Bulwar kard. Stefana Wyszyńskiego we Wrocławiu

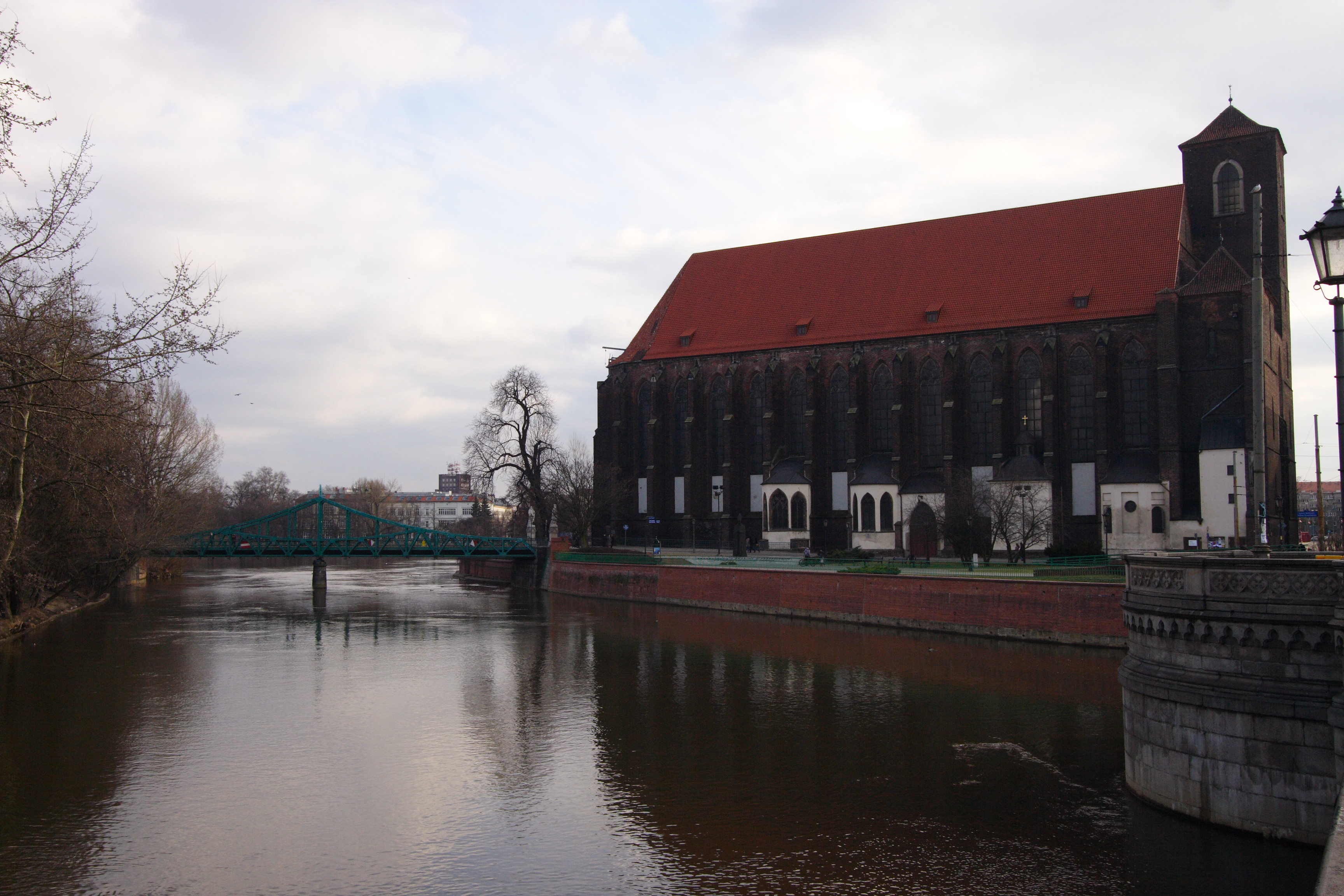
Widok z bulwaru ks. Zienkiewicza

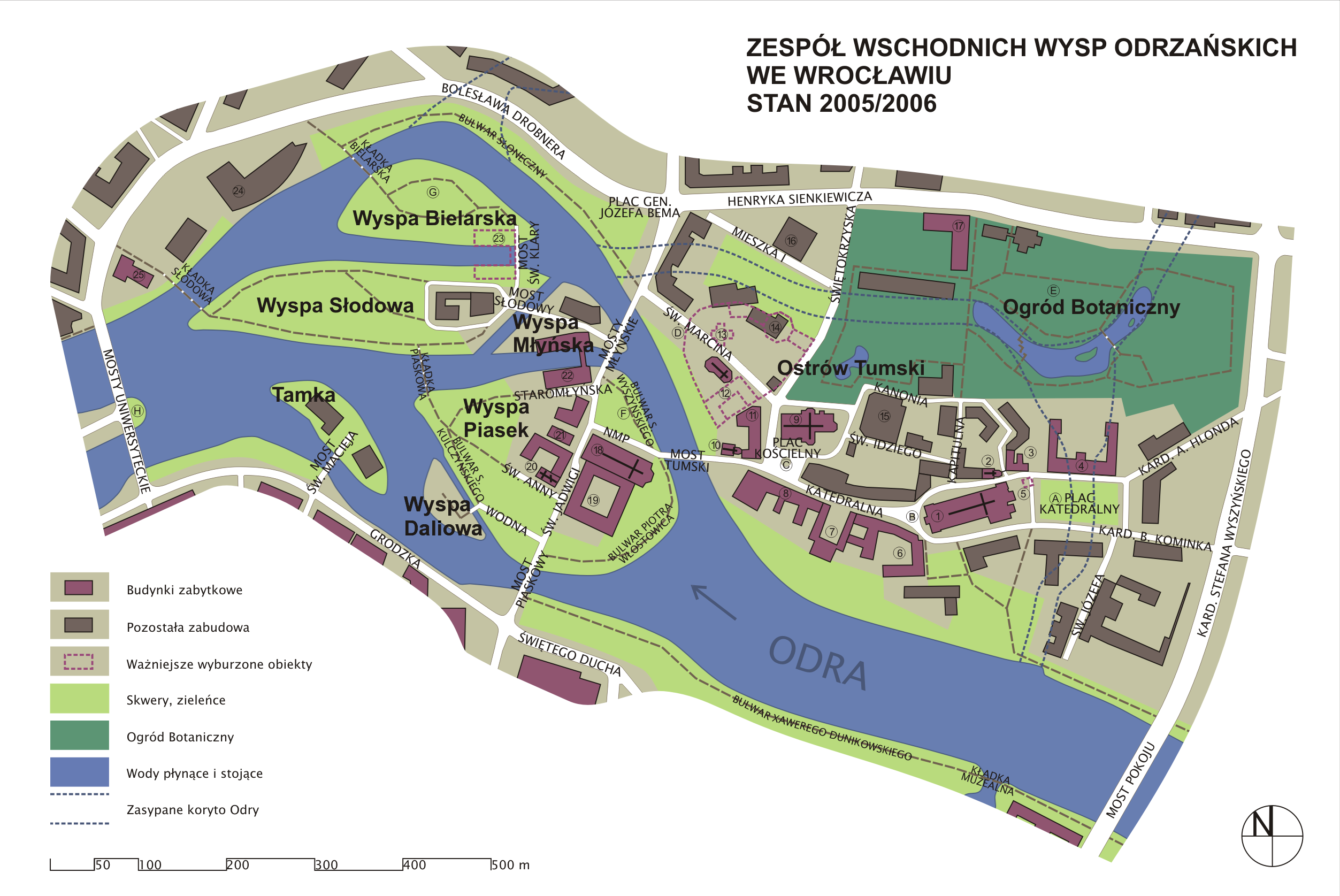
Śródmiejski Węzeł Wodny górny

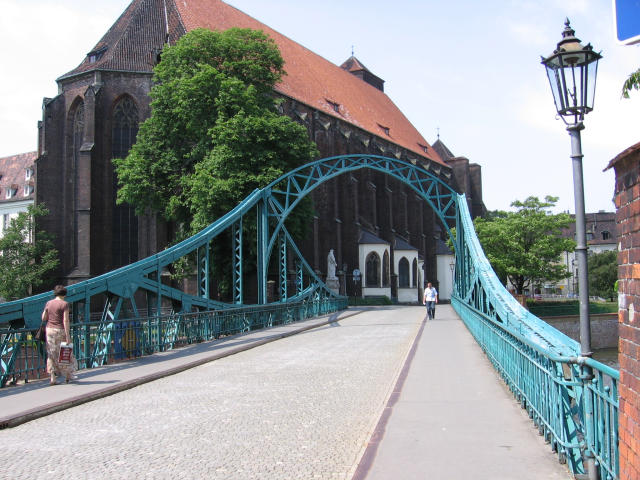
Most Tumski, widok w kierunku bulwaru i kościoła NMP

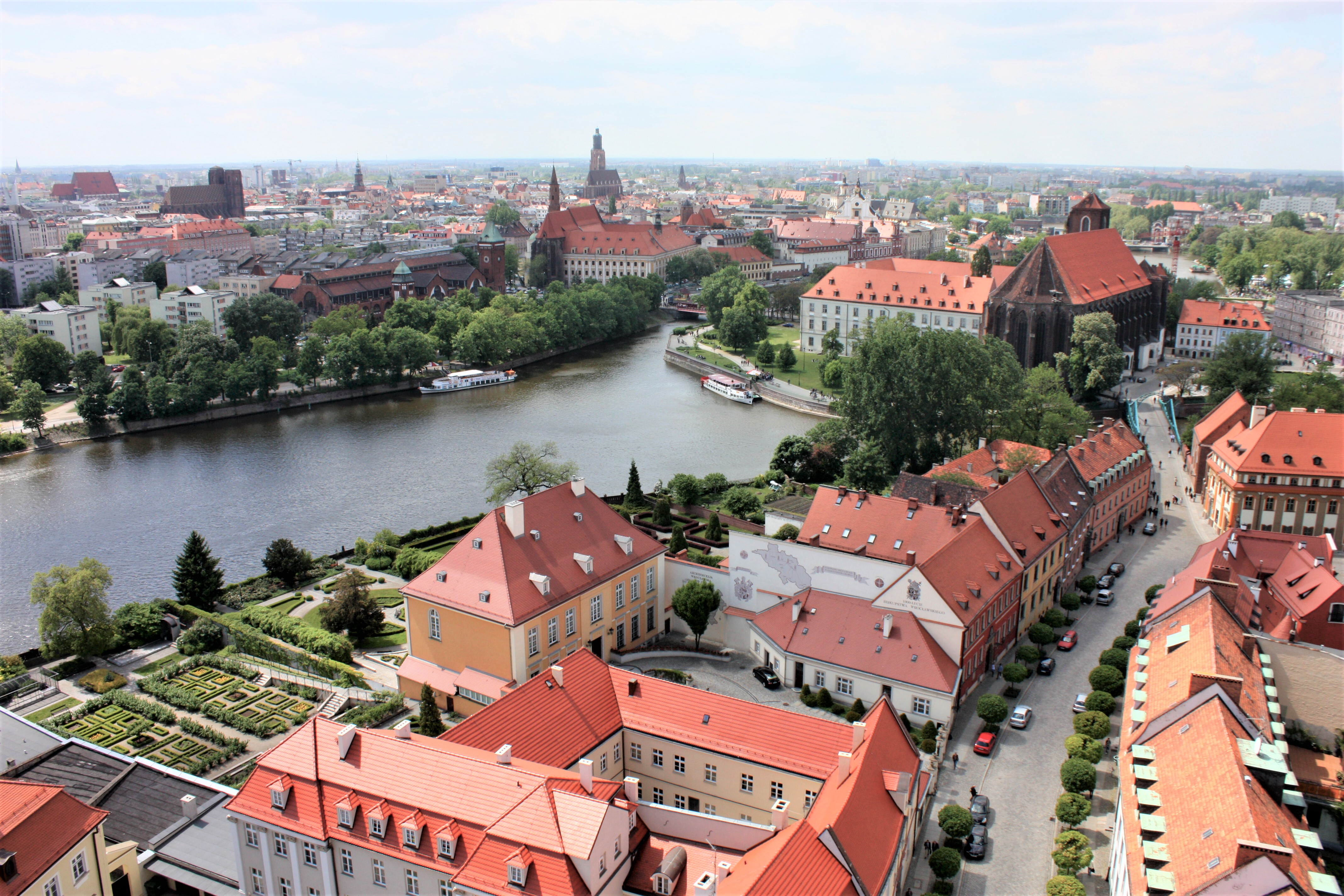
Widok z wieży katedry

Bulwar kard. Stefana Wyszyńskiego we Wrocławiu – bulwar położony na południowo-zachodnim brzegu jednego z ramion bocznych rzeki Odry – Odry Północnej, na Wyspie Piasek. Nazwa tego bulwaru upamiętnia postać Stefana Wyszyńskiego, kardynała, arcybiskupa warszawskiego, gnieźnieńskiego i prymasa Polski (zwanego Prymasem Tysiąclecia). Bulwar jest częścią ciągu bulwarów wokół Wyspy Piasek: bulwar Stanisława Kulczyńskiego, bulwar Piotra Włostowica i bulwar kard. Stefana Wyszyńskiego. Z bulwaru, przez Most Tumski, można przejść do najstarszej części Wrocławia – na Ostrów Tumski. Przez Mosty Młyńskie można przeprawić się w kierunku Nadodrza i Ołbina. Po przeciwnej stronie ulicy Świętej Jadwigi znajduje się Młyn Maria. Ulicą Staromłyńską można przejść ku zachodniemu krańcowi wyspy. Przy wschodnim krańcu bulwaru, przed Mostami Młyńskimi Odra Północna rozdziela się na dwa ramiona: od głównego ramienia rzeki odchodzi Kanał Młyna Maria.
Zgodnie z uchwalonym przez Radę Miejską Wrocławia miejscowym planem zagospodarowania przestrzennego dla tego obszaru, teren Bulwaru kard. Stefana Wyszyńskiego przeznaczony jest na bulwar spacerowo–widokowy. Wprowadzono w tym celu ochronę polegającą na zakazie lokalizacji obiektów i wysokiej zieleni ekranującej w wybranych punktach widokowych: dotyczy to między innymi zachowania widoku na kościół św. Marcina i pomnik Jana XXIII położone po przeciwnej stronie koryta rzeki.
| obiekt                                                                                                 | opis      | fotografia |
| --- | --------- | ---------- |
| Bulwar Piotra Włostowica                                                                               | bulwar    |            |
| Most Tumski ( nr rej. 327/Wm z 15.10.1976 r.)                                                          | most      |            |
| Ulica Najświętszej Marii Panny                                                                         | ulica     |            |
| Kościół Najświętszej Marii Panny ( nr rej. 430/82 z 6.02.1962 r.)                                      | świątynia |            |
| Pomnik kardynała Bolesława Kominka                                                                     | pomnik    |            |
| Ulica św. Jadwigi                                                                                      | ulica     |            |
| Mosty Młyńskie (południowy: nr rej. 328/Wm z 15.10.1976 r.) (północny: nr rej. 329/Wm z 15.10.1976 r.) | most      |            |